# 清洗 (醫學)
清洗（英語：Douche）是一種由於醫療或衛生因素而將水引入體內的操作。清洗通常用於陰道上的清潔，但也能用于其它體腔。陰道的清洗液可能包括水、與醋混合的水，甚至是抗菌化學物。該行為被謠傳成有許多假設但未經證實的益處，包括能清除陰道原有氣味之外的味道，以及女性能在月經期進行性交而避免經血沾染到性伴侶的陰莖。用於此操作的器具為「清洗袋」（英語：Douche bag），是用來容納清洗液的袋子。為避免將腸道細菌轉移到陰道內，灌腸和陰道的清洗不得使用同一個清洗袋。
清洗陰道並非是在性交後用於避孕的有效方式（在過去，此行為被認為是在性交後當作避孕的方法，但最後被證實它沒有這種效果）。此外，進行清洗也會對健康造成許多問題（如子宮頸癌、盆腔炎、子宫内膜炎及性感染風險的增加）。

## 風險

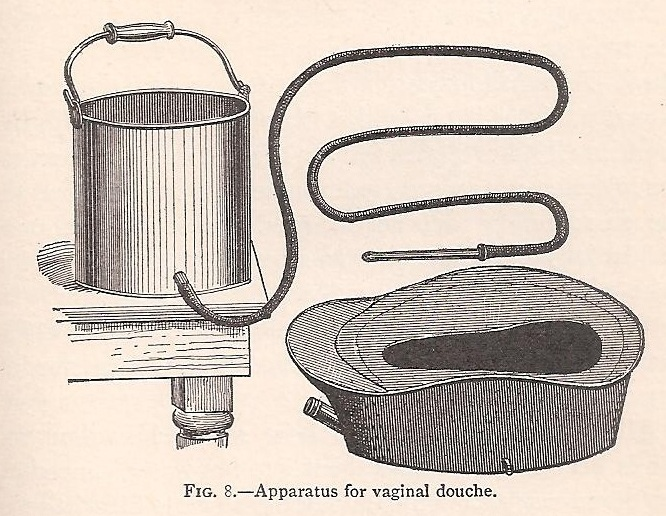
1905年護理文本中的陰道清洗器。

已有許多醫療保健專業人員表示，清洗是種危險的行為，因為它會干擾陰道中正常的自我清潔及細菌的自然生長，且可能使陰道造成感染。清洗涉及了多種危險，包括不良妊娠結果、異位妊娠、低出生體重兒、早產、絨毛膜羊膜炎，以及嚴重的婦科後果，包括子宮頸癌、盆腔炎、子宫内膜炎及艾滋病毒在內的性感染風險的增加。它還使女性容易患上細菌性陰道炎，這進一步增加不良妊娠結果和性感染的風險。為此，美國衛生及公共服務部強烈反對民眾進行清洗，以避免刺激性的風險、細菌性陰道炎及盆腔炎等風險。且經常用水來清洗可能會導致陰道中的pH值不平衡，而讓女性面臨可能的陰道感染，尤其是酵母的感染。
2003年5月，多中心臨床試驗對1827名18至44歲的女性進行了一項隨機研究；在對照下發現，這些女性經常使用清洗器且最近因性傳染病或細菌性陰道病而接受過治療。女性們被隨機分配使用新設計和上市的清洗器或軟布毛巾，被指定使用清洗器的女性（與軟布毛巾相比）幾乎沒有跡象能表明罹患盆腔炎的風險較高。

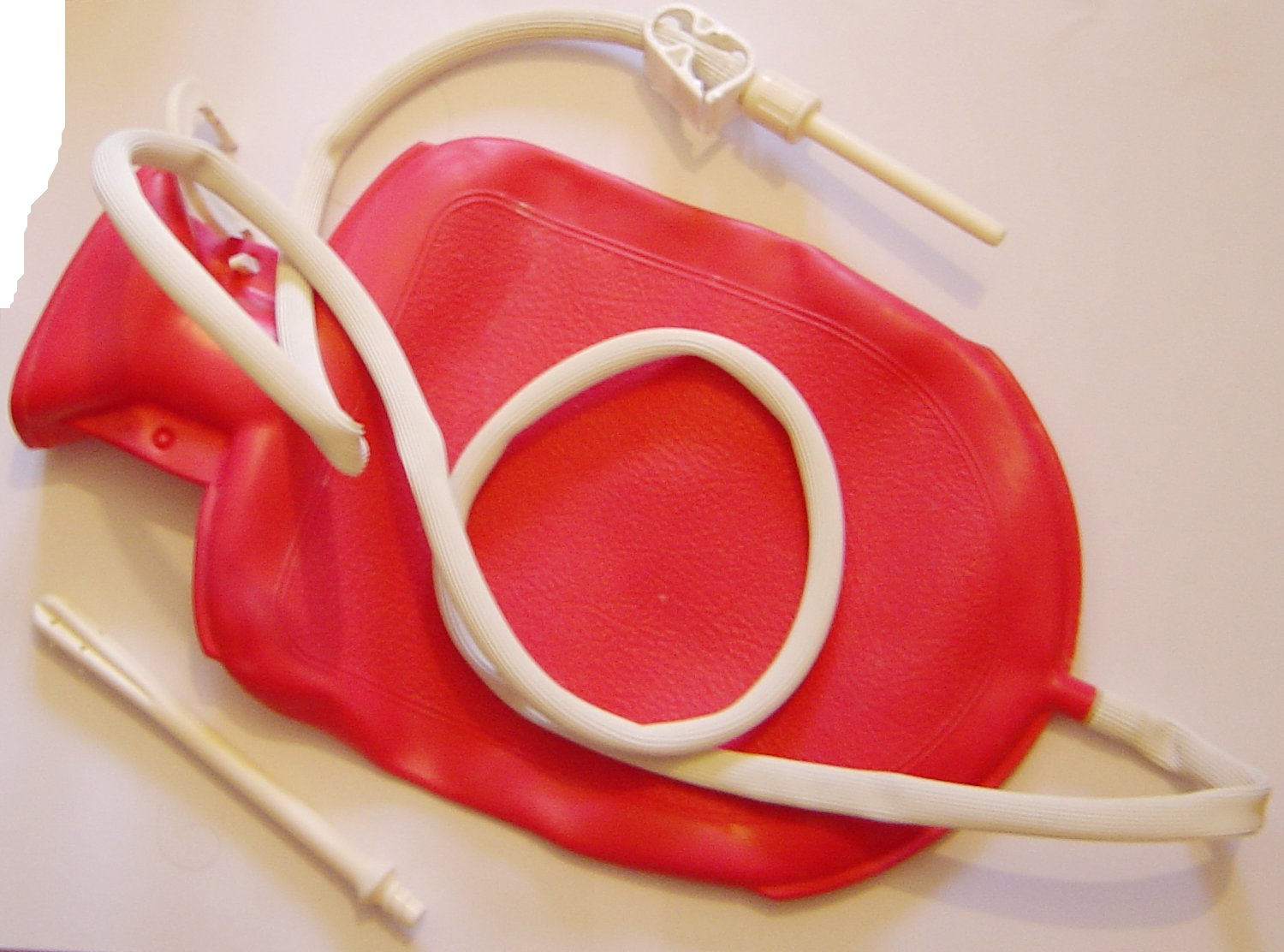
用於清洗的「導管注射器」。透過將陰道噴嘴替換成灌腸用的噴嘴，來使其更長更厚，並附有側孔。

清洗過程中使用的消毒劑會擾亂陰道內細菌的自然平衡，並可能導致感染。而不乾淨的清洗器可能會將異物引入陰道。且清洗還會將細菌帶到子宮和輸卵管中，導致生育受到影響。由於這些原因，現在強烈建議別再進行清洗，除非醫生因醫療因素而下令執行。
據估計，性交後的清洗會使受孕機率降低15至25%。相較之下，適當使用保險套可將受孕機率降低97%。在某些情況下，清洗可能會迫使射出的精子進一步進入陰道，以增加懷孕的機率。羅徹斯特大學醫學中心（紐約州）研究人員對其研究成果表示，經常進行清洗且之後懷孕的婦女之異位妊娠、感染和低出生體重兒的發生率高於僅偶爾進行清洗或從不清洗的婦女。
羅徹斯特大學於1995年的一項調查中顯示，美國有27%的15至44歲女性經常進行清洗；其中，非洲裔美國女性（超過50%）比白人女性（21%）更常這麼做，且頻繁清洗的非洲裔美國女性罹患細菌性陰道炎的機率高於平均值。

## 俗語的使用
或也能是一種貶義詞語，用於指一個傲慢、令人討厭或卑劣的人。這句俗語的使用源於1960年代。

## 外部連結
- Womenshealth.gov上的"Douching fact sheet"